# 芒苞车前
芒苞车前（学名：Plantago aristata）为车前科车前属下的一个种。

## 扩展阅读
- 維基物種上的相關：芒苞车前